# Elmínia ventreblanca
L'elmínia ventreblanca (Elminia albiventris ) és una espècie d'ocell de la família dels estenostírids (Stenostiridae).

## Hàbitat i distribució
Habita els boscos de les muntanyes del sud-est de Nigèria i sud del Camerun, l'illa de Bioko, nord-est i est de la República Democràtica del Congo, Ruanda, Burundi i oest d'Uganda.